# كلاوديو غروسمان
كلاوديو غروسمان (بالإسبانية: Claudio Grossman)‏ هو محامي تشيلي، ولد في 26 نوفمبر 1947 في فالبارايسو في تشيلي.